# Cranioleuca henricae
El curutié boliviano (Cranioleuca henricae) es una especie de ave paseriforme de la familia Furnariidae perteneciente al numeroso género Cranioleuca. Es endémica de Bolivia. Fue descubierta en 1993 cerca de Inquisivi, en el departamento de La Paz.

## Distribución y hábitat
Se encuentra únicamente en valles secos de la pendiente oriental de los Andes del oeste de Bolivia (Cochabamba y La Paz). Las únicas poblaciones viables conocidas están en la cuenca del río Cotacajes, una por debajo de Inquisivi, La Paz, donde es común, una en Cotacajes, Cochabamba, donde es poco común, y dos localidades recientemente descubiertas en Machaca y Cuti, ambas en Cochabamba. Hay posibles registros visuales en el río Consata, también en Cochabamba.
Esta especie es considerada bastante común pero muy local en su hábitat natural: el estrato bajo de bosques intermontanos áridos, estacionalmente caducifolios, en altitudes entre 1800 y 3300 m.

## Estado de conservación
El curutié boliviano ha sido calificado como amenazado de extinción por la Unión Internacional para la Conservación de la Naturaleza (IUCN) debido a que su población, estimada entre 1600 y 6700 individuos maduros, habita en una zona reducida, en la cual el hábitat preferencial está severamente fragmentado y en continua decadencia.

## Sistemática

### Descripción original
La especie C. henricae fue descrita por primera vez por los ornitólogos neerlandés Sjoerd Maijer y danés Jon Fjeldså en 1997 bajo el mismo nombre científico; la localidad tipo es: «3 km norte de Inquisivi, 2350 m, La Paz, Bolivia».

### Etimología
El nombre genérico femenino «Cranioleuca» se compone de las palabras del griego «κρανιον kranion»: cráneo, cabeza, y «λευκος leukos»: blanco, en referencia a la corona blanca de la especie tipo: Cranioleuca albiceps; y el nombre de la especie «henricae», conmemora a la madre del ornitólogo Sjoerd Maijer, Henrica G. van der Werff.

### Taxonomía
Los primeros análisis genéticos indican que la presente especie es hermana de Cranioleuca pyrrhophia, pero se precisa una mejor corroboración. Es monotípica.